# Galateia
Galateia (in greco Γαλάτεια?, in turco:  Mehmetçik, lett. "piccolo Mehmet", con significato "Soldatino") è una cittadina e un comune appartenente de iure al distretto di Famagosta di Cipro, situato nella penisola del Karpas. È sotto il controllo de facto di Cipro del Nord, dove fa parte del distretto di Iskele. Tradizionale villaggio turco in posizione panoramica sulla sommità di un altopiano che domina la valle sottostante, Galateia è conosciuta soprattutto per la sua festa estiva dell'uva, per partecipare alla quale la gente proviene da tutta Cipro e dall'estero. Il villaggio è sempre stato  turco-cipriota.
La cittadina nel 2011 aveva 3 729 abitanti.

## Geografia fisica
Galateia è situata nella penisola del Karpas, diciotto chilometri a sud-ovest di Yeni Erenköy e tre chilometri a sud-ovest del villaggio di Tavrou.

## Origini del nome
Il significato del nome è oscuro, ma potrebbe avere radici in "Gallos" o "francese". Nel 1958 i turco-ciprioti cambiarono il nome in Mehmetçik, che significa "piccolo Mehmet". il termine Mehmetçik è anche usato in turco per indicare i soldati e a Cipro denota i soldati provenienti dalla Turchia.

## Storia
Galateia prima del 1974 era un'enclave turco-cipriota priva di abitanti greco-ciprioti, a differenza della grande maggioranza dei villaggi circostanti nella penisola di Karpas. Si ritiene anche che sia stato un focolaio di militanza turco-cipriota (attraverso l'adesione a gruppi paramilitari come Volkan e TMT) durante i tempi turbolenti della lotta per l'indipendenza (1955-1959) e del periodo post-indipendenza (1963-74).

## Società

### Evoluzione demografica
Nel censimento ottomano del 1831, i musulmani (turco-ciprioti) costituivano gli unici abitanti del villaggio. Per tutto il periodo britannico il villaggio fu abitato quasi esclusivamente da turco-ciprioti, con solo un piccolo numero di greco-ciprioti residenti nel villaggio per brevi periodi. Nella prima metà del XX secolo, la popolazione del villaggio è aumentata costantemente, passando da 707 abitanti nel 1901 a 1270 nel 1960.
Nessuno è stato sfollato dalla sua popolazione originaria; tuttavia, il villaggio è stato un centro di accoglienza transitorio per gli sfollati turco-ciprioti nel 1964. Nel 1971, il geografo Richard Patrick registrò 59 sfollati che vivevano nel villaggio. Dal 1964 al 1974 è stato il centro amministrativo delle enclave turco-cipriote della regione. Mentre il censimento condotto dalla Repubblica di Cipro nel 1973 stimava 1 184 persone residenti nel villaggio, nel 1971 Patrick stimava la popolazione del villaggio a 1 550 persone.
Attualmente il villaggio è abitato principalmente dai suoi abitanti originari. Dopo il 1974, a causa della migrazione dei giovani per trovare lavoro in città e all'estero, la popolazione del villaggio ha iniziato a diminuire notevolmente, passando da 1 550 persone nel 1971 a 1054 nel 1996. Tuttavia, negli ultimi dieci anni, alcuni turco-ciprioti provenienti da altre zone del nord dell'isola (compresi i rimpatriati dall'estero) hanno acquistato proprietà, costruito case e si sono stabiliti qui, il che ha avuto un effetto positivo sulla crescita demografica del villaggio. Secondo il censimento turco-cipriota del 2006, la popolazione del villaggio era di 1 196 abitanti.

## Cultura

### Eventi
Inizialmente pensata come un evento commerciale dedicato agli abitanti del villaggio, la Festa dell'Uva di Galateia si è evoluta fino a diventare una celebrazione di tutto ciò che riguarda l'uva. La festa originariamente includeva anche più attività culturali, ma nel corso degli anni questo elemento ha gradualmente perso significato. Nel 2007 sono ricominciati gli sforzi  per reintrodurre aspetti culturali organizzando un festival separato da tenersi subito prima della Festa dell'Uva.
Le attività del festival includono la cucina con l'uva, la produzione di dolci con l'uva, e la vinificazione, oltre a vari convegni sull'argomento.
La festa dell'uva di Galateia aiuta sia a propagandare l'importanza economica e culturale delle uve e dei vigneti della zona sia a promuovere la viticoltura locale.

## Economia

### Agricoltura
Galateia è rinomata per l'uva raccolta nei suoi vigneti la quale è uno dei prodotti più esportati in altre zone di Cipro. La cittadina è anche nota per la produzione di vino, un brandy di vinaccia cipriota chiamato Zivania, e un dolce tradizionale d'uva chiamato Sucuk.

## Sport

### Calcio
Il club sportivo turco-cipriota Mehmetçik fu fondato a Galateia nel 1943, e nel 2015 faceva parte della seconda divisione K-PET della Federazione calcistica di Cipro del Nord (CTFA).

## Amministrazione

### Gemellaggi
Galateia è gemellata con:
- Osmangazi, Bursa[7]
- Bağcılar, Istanbul[8]